# Tortanus bonjol
Tortanus bonjol is een eenoogkreeftjessoort uit de familie van de Tortanidae. De wetenschappelijke naam van de soort is voor het eerst geldig gepubliceerd in 1987 door Othman.